# Chico Valento
Chico Valento, nombre artístico de Miguel Jiménez de Muñana (Larache, protectorado español de Marruecos, 1941 - Zaragoza, 2001), fue un cantante español de rock and roll de finales de los años 1950. Está considerado, junto a otros intérpretes como Kurt Savoy, Miguel Ríos o Rocky Kan, uno de los pioneros del género en el país.

## Biografía
Su verdadero nombre era Miguel Jiménez de Muñana, y había nacido en Larache (en el protectorado español de Marruecos) en 1941. Hijo de un militar, llegó a Zaragoza con cinco años y residió en la capital aragonesa durante casi toda su vida.
Como su paisano Rocky Kan, Chico Valento descubrió el rock and roll gracias a la presencia de una base militar estadounidense en la ciudad. En su caso, y según testimonio propio, fue gracias a la emisora de radio que emitía desde el complejo militar estadounidense, y que programaba con insistencia los nuevos éxitos llegados de Estados Unidos.
Influido, sobre todo, por Elvis Presley, comenzó a dar sus primeras actuaciones en solitario (acompañándose únicamente de una guitarra acústica). Hacia 1958 ya contaba con el apoyo de una banda y había conseguido electrificar su instrumento. Es por esa época cuando se presenta a algunos concursos radiofónicos y actúa con regularidad en las "Matinales del Cine Pax", dedicadas por aquel entonces casi en exclusiva al rock.
En 1959 se enrola en la compañía de variedades de Lina Morgan y se instala en Madrid. Es entonces cuando adopta su nombre artístico, siguiendo el consejo del famoso actor cómico Tony Leblanc. Todavía, durante el año siguiente, se mudará a Valencia y Barcelona. En esta última ciudad (en la que compartió vivienda con su paisano Rocky Kan) consigue firmar un contrato discográfico con La Voz de su Amo, una subdivisión de la multinacional EMI. A través de ella, publicó cinco EP, en los que predomina el rock and roll de la vieja escuela, con evidentes influencias de su ídolo Elvis Presley. De hecho, Chico Valento fue llamado, en ocasiones, el "Elvis Presley zaragozano". También hay algunas versiones de canciones italianas, los inevitables (en la época) temas de twist y, por supuesto, composiciones propias.
Con la llegada, en 1964, de la "British Invasion" y de sonidos como el beat, el rythm and blues y la moda yeyé, a Chico Valento le ocurrió como a otros muchos rockeros de primera hora; que vieron cómo su estilo era superado por los nuevos ritmos. Todavía hizo un intento de adaptarse a la moda, publicando en 1966 un disco con versiones de The Beatles y canciones con aire beat y yeyé. Pero, ante la falta de eco entre el público, decidió abandonar las escena ese mismo año.
Retirado del mundo musical, falleció en Zaragoza en 2001, a la edad de 59 años.

## Discografía
- Ep: "Rock de la cárcel / Ciao, ti diró / Rey criollo / Luna azul" (La Voz de su Amo-EMI, 1960).
- Ep: "El twist / Twist Around The Clock / Speedy Gonzales / Hard Headed Woman" (La Voz de su Amo-EMI, 1961).
- Ep: " Mama / Yo soy un vagabundo / Verdad que no / Colina azul" (La Voz de su Amo-EMI, 1962).
- Ep: " Quiéreme deprisa / Devuélvase al remitente / Aleluya / El solitario" (La Voz de su Amo-EMI, 1963).
- Ep: " Hemos de salvar / Tráeme tu amor / Noche de verano / Chica mimosa" (La Voz de su Amo-EMI, 1966).